# Уявна величина (книга)
«Уявна величина» (пол. Wielkość urojona) — збірка оповідань Станіслава Лема. Складається із вступів до неіснуючих книжок (апокрифи) і першої лекції вигаданого суперкомп'ютера «Голема XIV» (твір «Голем XIV» пізніше доповнено та видано окремою книгою). Уперше опублікована у видавництві «Czytelnik» 1973 року. Тематично стала продовженням збірки «Абсолютний вакуум» (1971).
Після «Уявної величини» Лем написав ще дві книжки з рецензіями на неіснуючі твори: «Провокація» (1984) та «Бібліотека ХХІ століття» (1986).
Збірку переклав українською мовою Андрій Поритко. Вона виходила у видавництвах «Піраміда» (2001) і «Навчальна книга — Богдан» (2022).

## Зміст
- Цезарій Стшибіш, «Некробії. 139 репродукцій»;

Порнографічна книжка з картинками, в якій сексуальні пози сфотографовані за допомогою рентгенівських променів.
- Реджинальд Гуллівер, «Ерунтика»;

Тритомна праця Реджинальда Гуллівера, в якій він описує методи та теорії вирощування колоній бактерій. Гуллівер шляхом селекції навчив бактерії розмовляти азбукою Морзе.
- Хуан Рамбеє, Жан-Марі Анна, Ейно Ілльмайнен, Стюарт Оллпорт, Джузеппе Саваріні, Iв Боннкур, Герман Пекеляйн, Алоїз Кюнтріх, Роже Гацкі, «Історія бітичної літератури у п'яти томах»;

Бітична література охоплює будь-які літературні твори, написані лише за допомогою комп'ютера. Ця збірка за редакцією Ж. Рамбеле вийшла у 2009 році й представляє розвиток і різні жанри бітичної літератури. Назва утворена від слова біт, одиниці інформації.
- «Вестрандівська екстелопедія» в 44 магнітомах;

Екстелопедія (від Екстраполяційна Телеономічна Енциклопедія) вигідно відрізняється від традиційної енциклопедії. Паперова енциклопедія може містити інформацію, що застаріє вже на момент виходу з друкарні. Натомість магнетоми Екстелопедії самостійно актуалізовують дані. Якщо читач бачить, що літери стрибають і миготять, це означає, що відбувається оновлення інформації. Тоді читачеві радять зачекати 10-20 секунд, поки текст стабілізується, і продовжити читання.
- Голем XIV

## Критика
Інтернет-портал Lem.pl відзначає: «Якщо „Абсолютний вакуум“ підкорив серця читачів і критиків своєю віртуозністю, то „Уявна величина“, написана в серйознішому тоні, вже не викликала такого захоплення публіки».

## Цікаві факти
- Дизайн обкладинки першого видання розробив сам Лем. Це єдина його книжка, де письменник був також автором обкладинки[5].